# 6911 Nancygreen
6911 Nancygreen este o planetă minoră (asteroid), cu un diametru de 2,548 km, din centura de asteroizi. A fost descoperită pe 10 aprilie 1991 la Observatorul Palomar de Eleanor F. Helin. 
Obiectul prezintă o orbită caracterizată de o semiaxă mare de 1,9317878 UAi, o excentricitate de 0,09, o înclinație de 22,89875 ° în raport cu ecliptica.